# إيفان تورغينيف
إيڤان سيرجييفيتش تورغينيف (بالروسية: Иван Сергеевич Тургенев) هو روائي روسي ولد في 9 نوفمبر في أوريول 1818 وتوفي في 22 أغسطس 1883 في بوجيفال. كان إيفان تورغينيف مشهورا عالميا بكتابة الرواية والمسرحيات والقصص القصيرة. ومن أعظم أعماله القصصية هي مجموعة قصص قصيرة بعنوان مذكرات صياد وهي تمثل ركن الرواية الروسية الواقعية، وكما تعد رواية الاباء والبنون من أعظم روايات القرن التاسع عشر.

## بدايات حياته
ولد تورغينيف عام 1818 في أملاك العائلة قرب أوريل، وكان سليل أسرة روسية عريقة. كان أبوه عقيدا في إحدى كتائب الخيالة، ومات عندما كان إيفان بعمر السادسة عشرة، ليتركه هو وأخوه نيكولاس برعاية أمه فارفارا، التي كانت وريثة أسرة ليتفينوف، وكان تملك أراضي واسعة والعديد من الأقنان.
درس إيفان لسنة في جامعة موسكو ثم درس في جامعة سان بطرسبرغ ثم أرسل إلى برلين عام 1843. وكان قد تلقى تعليمه المنزلي من معلمين ألمان وفرنسيين، وكان تعليمه في مجمله أجنبيا، وكانت أمه تتحدث الروسية مع خدمها. وكان يدين لدخوله عالم الأدب إلى أحد الأقيان لدى عائلته، والذي كان يقرأ له أبياتا من قصائد روسياد بقلم خيراسكوف، وهو شاعر معروف في القرن الثامن عشر. وكانت أعماله الأولى تشتمل على قصائد وأقصوصات صغيرة، ولاقت استحسان الناقد الروسي بيلينسكي.

## حياته الأدبية
أنتج تورغينيف عمله الأول الكامل بعنوان “مذكرات صياد” حيث وصف حياة الفلاحين الروس البائسة بواقعية شديدة، وظهر لأول مرة في عام 1852 بشكل مقتطفات. وقد قرأ هذا العمل العديد من الناس من مختلف الطبقات، بمن فيهم الإمبراطور، وقد ساهم العمل في إلغاء نظام القنانة. كان تورغينيف دوما متعاطفا مع طبقة الفلاحين، وكثيرا ما عاني من أمه التي كانت امرأة متسلطة ومتزمتة، وكثيرا ما صورها في أعماله.
كان عمله الآخر هو رواية بعنوان “بيت النبلاء” والتي زادت من شعبيته كثيرا، ثم أتبعها برواية أخرى بعنوان “في المساء”. وفي عام 1862 كتب رواية “الآباء والبنون” التي وصف فيها الأفكار العدمية التي كانت منتشرة في روسيا وقتها. وفي عام 1864 كتب رواية الدخان، وفي عام 1877 كتب آخر أعماله الطويلة وهي “الأرض العذراء”. ومن غير أعماله الطويلة، نشر عدة قصص قصيرة حلل فيها نفسيات شخصياتها، مثل رودين، يوميات رجل زائد، وغيرها. وجمعت قصصه القصيرة لاحقا في ثلاث مجلدات. وكانت آخر أعماله هي “أشعار نثرية” و“كلارا ميليتش”، والني ظهرت في جريدة الرسول الأوروبي”.

## سنواته الأخيرة
لم يكن تورغينيف يقيم كثيرا في روسيا خلال الفترة الأخيرة من حياته، حيث كان يعيش في بادن بادن في ألمانيا أو باريس، وكان يقيم مع عائلة المغنية المشهورة فياردوت غارسيا. وزار إنجلترا في عدة مناسبات، وتم منحه دكتوراه في القانون المدني من جامعة أوكسفورد. ومات في بوجيفال قرب باريس في 4 سبتمبر 1883 عن 65 عاما.
يوضع تورغينيف مع عظماء الكتاب في زمانه. وكانت دراسته للنفس البشرية عميقة، فقد تعاطف مع مختلف الفئات البشرية. كما غُلِب على كتاباته التشاؤم والاكتئاب.

## رواياته
أهم الروايات:
- رودين 1856
- في العشية 1860
- الآباء والبنون 1862
- الدخان 1867
- سيول الربيع 1871
- التربة العذراء 1877
- مذكرات صياد
- الحب الأول 1860
- بيت النبلاء

## وصلات خارجية
- إيفان تورغينيف على موقع IMDb (الإنجليزية)
- إيفان تورغينيف على موقع الموسوعة البريطانية (الإنجليزية)
- إيفان تورغينيف على موقع ألو سيني (الفرنسية)
- إيفان تورغينيف على موقع ألو سيني (الفرنسية)
- إيفان تورغينيف على موقع ميوزك برينز (الإنجليزية)
- إيفان تورغينيف على موقع أول موفي (الإنجليزية)
- إيفان تورغينيف على موقع قاعدة بيانات برودواي على الإنترنت (الإنجليزية)
- إيفان تورغينيف على موقع قاعدة بيانات الأفلام السويدية (السويدية)
- إيفان تورغينيف على موقع إن إن دي بي (الإنجليزية)
- إيفان تورغينيف على موقع ديسكوغز (الإنجليزية)